# Klaus Friedrich (Geograph)
Klaus Friedrich (* 28. Oktober 1945 in Ermsleben) ist ein deutscher Geograph und Sozialgeograph. Friedrich war von 1992 bis 1996 Dozent der Geographie an der Technischen Hochschule Darmstadt und von 1995 bis 2011 Professor der Sozialgeographie an der Martin-Luther-Universität Halle-Wittenberg.

## Leben
Friedrich studierte von 1966 bis 1971 Geographie und Politikwissenschaften an der Technischen Hochschule in Darmstadt. Ab 1971 arbeitete er dort als Wissenschaftlicher Mitarbeiter, später als Akademischer Rat und Oberrat, am Geographischen Institut. 1976 promovierte er am Fachbereich Geowissenschaften und Geographie der Darmstädter Hochschule mit der Dissertation Stadterweiterungen in ihrer geographischen Differenzierung, untersucht anhand von Raumwahrnehmung und Raumnutzung am Beispiel der Darmstädter Neubaugebiete Eberstadt-NW und Neu-Kranichstein zum Doktor der Naturwissenschaften. Seine Arbeit wurde 1978 in der Monografie-Reihe Darmstädter Geographische Studien veröffentlicht. 1991 habilitierte sich Friedrich an der Technischen Hochschule Darmstadt. Die Habilitationsschrift zum Thema demographische Alternsprozesse in Deutschland und den USA erschien 1995 unter dem Titel Altern in räumlicher Umwelt. Sozialräumliche Interaktionsmuster älterer Menschen in Deutschland und in den USA im Steinkopff-Verlag.
Von 1992 bis 1996 war Friedrich Privatdozent und Akademischer Oberrat am Geographischen Institut der Technischen Hochschule Darmstadt. 1995 übernahm er eine Vertretungsprofessur für Sozialgeographie an der Martin-Luther-Universität Halle-Wittenberg und erhielt dort 1996 eine Ordentliche Professur. Seine Forschungsschwerpunkte waren der Demographische Wandel, die Geographische Alternsforschung sowie der Regionale Wandel moderner Gesellschaften. 2011 wurde er emeritiert. Er war unter anderem Mitglied im Demografie-Beirat des Ministeriums für Landesentwicklung und Verkehr des Landes Sachsen-Anhalt, Vorsitzender der Lenkungsgruppe des Expertenkreises Demographischer Wandel in Sachsen-Anhalt im Wissenschaftszentrum Sachsen-Anhalt, Mitglied in den Arbeitskreisen Bevölkerungsgeographie, Nordamerika, Wohnungsmarktforschung der Deutschen Gesellschaft für Geographie und Mitarbeiter in der Enquete-Kommission Demographischer Wandel des Deutschen Bundestags. Klaus Friedrich ist Autor und Herausgeber zahlreicher Fachveröffentlichungen sowie Mitherausgeber des Halleschen Jahrbuchs für Geowissenschaften.

## Veröffentlichungen (Auswahl)
- Funktionseignung und räumliche Bewertung neuer Wohnquartiere. Untersuchung am Beispiel des Darmstädter Neubaugebiete Eberstadt-NW und Neu-Kranichstein. (Dissertationsschrift), Heft 1 der Reihe: Darmstädter geographische Studien., Geographisches Institut, Darmstadt 1978.
- Räumliche Identifikation. Paradigma eines regionsorientierten Raumordnungskonzeptes. Heft 5 der Reihe: Darmstädter geographische Studien., Geographisches Institut, Darmstadt 1984.
- Altern in räumlicher Umwelt. Sozialräumliche Interaktionsmuster älterer Menschen in Deutschland und in den USA. (Habilitationsschrift), Steinkopff, Heidelberg 1995, ISBN 978-3-642-72495-4.
- Halle und sein Umland. Geographischer Exkursionsführer. mit Manfred Frühauf, Mitteldeutscher Verlag, Halle 2002, ISBN 978-3-89812-167-5.
- Demographischer Wandel als Querschnittsaufgabe. Fallstudien der Expertenplattform Demographischer Wandel beim Wissenschaftszentrum Sachsen-Anhalt. als Herausgeber, Universitätsverlag, Halle 2012, ISBN 978-3-86977-051-2.
- Kontinuität und Umbrüche im suburbanen Mosaik Sachsen-Anhalts. Die Zukunft eines Wohnungsmarktsegments im demographischen Wandel. als Mitautor, Leibniz-Institut für Länderkunde, Leipzig 2014, ISBN 978-3-86082-092-6.
- Sozialgeographie des Alterns. Sozialgeographie kompakt – Band 5. Franz Steiner Verlag, Stuttgart 2021, ISBN 978-3-515-12888-9.